# Ablaneda (Tineo)
Ablaneda es un pueblo de la parroquia de San Félix, municipio de Tineo, en el Principado de Asturias (España), atravesado por la AS-217, sobre el valle del río Obial y entre los pueblos de Piñera de San Félix y Tamallanes de Arriba. Tiene una población de 23 habitantes.